# Smash Champs
Smash ChampsはiOSやAndroidの格闘ゲーム。
本作に登場するキャラクターは二足歩行で人型にデフォルメされている動物である。プレイヤーは任意の動物を選んでトレーニングパートとバトルパートを交互に繰り返すのが基本的なゲーム展開とされる。トレーニングパートでは画面に登場する緑色のボールを弾く。弾いたボールの数に応じてバトルパートの時に強化ゲージを溜められる。バトルパートでは2匹の動物が戦い、画面の上には2匹の動物の体力ゲージが表示される。バトルパートではバトルそのものは自動で進行するようになっている。バトルパートが終了するとマイキャラは経験値を獲得する（レベルアップ要素もある）。